# Millettia ahernii
Millettia ahernii är en ärtväxtart som beskrevs av Elmer Drew Merrill och Robert Allen Rolfe. Millettia ahernii ingår i släktet Millettia och familjen ärtväxter. Inga underarter finns listade i Catalogue of Life.